# 聖霊病院 (リューベック)
聖霊病院(せいれいびょういん、Heiligen-Geist-Hospital)は、リューベックのコーベルクにあり、1286年に完成したもので、世界でも最も古い既存の社会福祉施設のひとつで、市内では最も重要な建物の一つである。 
これは、ローマのサッシアのサント・スピリト教会(en:Santo Spirito in Sassia)を手本とした聖霊病院の伝統に習ったものである。

## 歴史

### 財団
聖霊病院は、1227年財団として設立され、中世では北ヨーロッパで最も重要な福祉のための財団となっていた。
商人ベルトラム・モーンヴェグは、彼が商いを営んでいたリガから戻ってきて、彼は市内の裕福な商人の1人だったが、レンガ造りのゴシック様式で建てられた聖霊病院の最初の管理者になった。リューベックの市庁舎(de:Lübecker Rathaus)のゴシック部分のメインモチーフは、スリムな尖塔により棟が連なる姿であるが、これは聖霊病院にもそのまま受け継がれている。この尖塔は、塔を登ることも、なにか別の方法で利用することもできず、芸術的な理由でそこにあるだけである。尖塔は、屋根の切妻のジグザグと共にゴシック様式のシンボルとして機能している。中央の切妻の屋根の「目障り」にも見える不自然な塔は、後の時代に追加されたものである。
病院はリューベックやその周辺の貧しい人々や病人の世話をするために、その他の施設を経済的に支援するために物資の購入に充てるに足る収入とその周辺の多くの所領を所有していた。これはまた、1803年の帝国代表者会議腫瘍決議までは、メクレンブルクでは、(カルクホルストの一部)ヴァルンハーゲンや、(同じくカルクホルストの一部)アルトブコウとクルムブルック、およびポール島の一部：ブランデンフーゼン、ノイホフ、セードルフ、ワンガーン、ヴァイテンドルフのような「病院村」が、所属していた。ホルスタインでは、ボブスやシュヴォッヘルなどの村が病院の所領になっていた。　
1935年、予想される領土再編（大ハンブルク法）とそれに伴うリューベック飛び地の危機に備えて、商品の交換が行われた。市は、以前は病院が所有していたメンホフとファルケンフーセンの年貢を受け取った。市域内で、聖霊病院は、ベーレンドルフ（259 ha）、アルプスフェルト（123 ha）、ベーレンドルファー・ゼー（70 ha）の年貢を受け取った。また、現在シュトッケルスドルフの一部であるクラムベッカードルフ（180 ha）も、財団に属している。1986年、リューベックの市民は、財団の所領は有機農業の原則に従ってのみ管理されるべきであると決定した。

### 病院
病院の住民は修道院と同様の規則に従っていたが、彼らは食べ物を与えられ、17世紀以来、年に8回温かいお風呂を与えられていた。

### 養老院
宗教改革の時代には、病院は世俗的な養老院に変えられた。これは今日までまだそのまま運用されている。もともと病院の入院患者のベットは、広間にあった。18世紀には、病院の1階と2階が、病院として使われていた。
1820年に1820年に、性別に分けられた4平方メートルの木製の部屋が作られた。それぞれの部屋の上の方は開いた状態になっている。並んだ個室に沿って通路がある。小さな図書館と薬局もあった。当時の住人の名前と番号は、今でも部屋のドアに残っている。個室には1970年まで人が住んでいた。

## 現在

### 財団
聖霊病院は公法に基づく財団であり、リューベック市によって信任運営されている。 2007年、財団は旧ゲルトルーデヘルベルゲ(ゲルトルーデ宿泊棟、聖霊病院の一部であった巡礼のための宿泊施設)の一部をみずからの記念碑とするべく買い戻した。

### 高齢者介護
現在でも、聖霊病院の一部は養老院及び介護施設として利用されており、南側には歴史的な部屋がレストランとしても利用されている。そこから小道は、ケーニヒシュトラーセの背後にあるコミュニティガーデンからベーンハウス博物館のガーデンサイドへと続いている。

### 観光
聖霊病院は一年中訪れることができる。

### クリスマスの市
降臨節の11日間、11月の終わりから12月の初めに、リューベックの「女性と文化」協会は、1968年以来、毎年主に手工芸品を使ってクリスマスマーケットを開催している。150人の職人はドイツ、スカンジナビア、バルト諸国、イスラエル、ペルーから来ている。
屋台は、旧教会の前庭、教会の小部屋、教会の丸天井の下にある。
クリスマスの合唱は前庭でトランペットの伴奏で行われる。一週間たつと、約30の出店者が新しい職人たちと交代する。市場は、この地域を超えた人気があり、50,000人以上の来訪者がある。2017年の第50回クリスマスマーケットは身廊の屋根の梁が傷んでいるため、「女性と文化」協会は中止を宣言した。

## 三廊式のハレンキルへ

### 祭壇

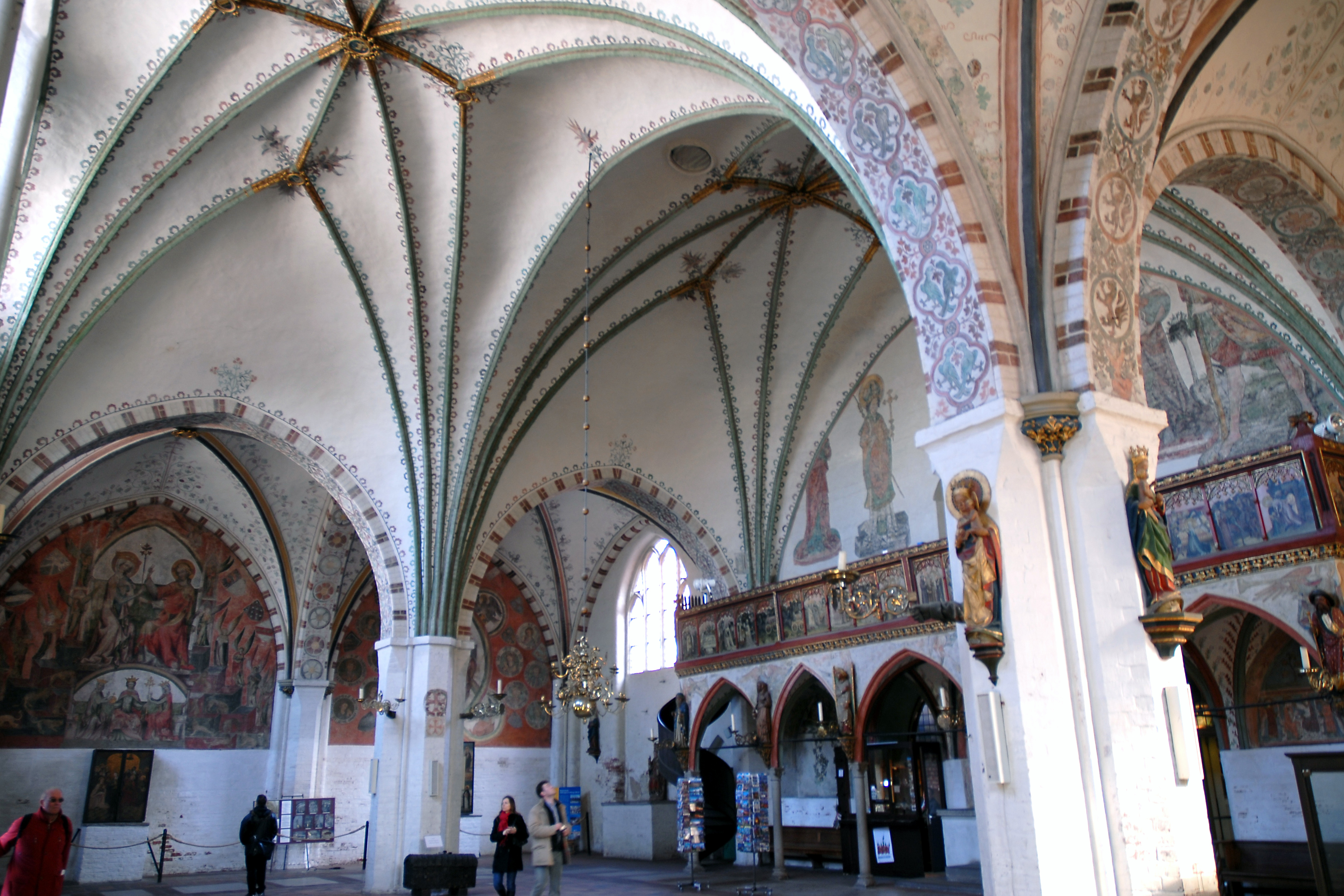
内陣仕切りの下のクロスホール

- 父なる神と死んだ息子（1513–1520）の祭壇は、ベネディクト・ドレイアーによるものとされている。
- 内陣仕切りの欄干には、23枚のパネルにエリザベスの伝説が最も広範囲に描かれている。15世紀前半の未知のヴェストファーレンの芸術家の描写は、ドミニカ共和国のディートリッヒ・フォン・アポルダの伝統に基づいている。したがって、後で追加されたバラの奇跡の伝説は、このサイクルでは欠落している。

- ロレンツォ・シュトラールボーンによって1745年に鋳造された鐘は、リューベックのカタリーネン教会の鐘のコレクションの中にある[10]。

### 壁画
北側にある2つの大判の中世の壁画は、1320年から1325年頃のもので、教会の大広間の雰囲気を決定づけている。。西側のアーチフィールドは、複雑な類型的なシーンを示している。：ソロモンの玉座。ソロモン王が妻と母と一緒に座っている12のライオンに囲まれた王位の上に、天使に囲まれたキリストと彼の母マリアと一緒に別の王座がそびえる。キリストは、戴冠させた母親に天の女王または天使としての彼の支配に参加させ、彼女にユリの笏を手渡している。
北の壁パネルの絵は、4人の伝道者のシンボルと病院の創設者の円形の写真に囲まれた高貴なキリストである主なる救い主を示している。

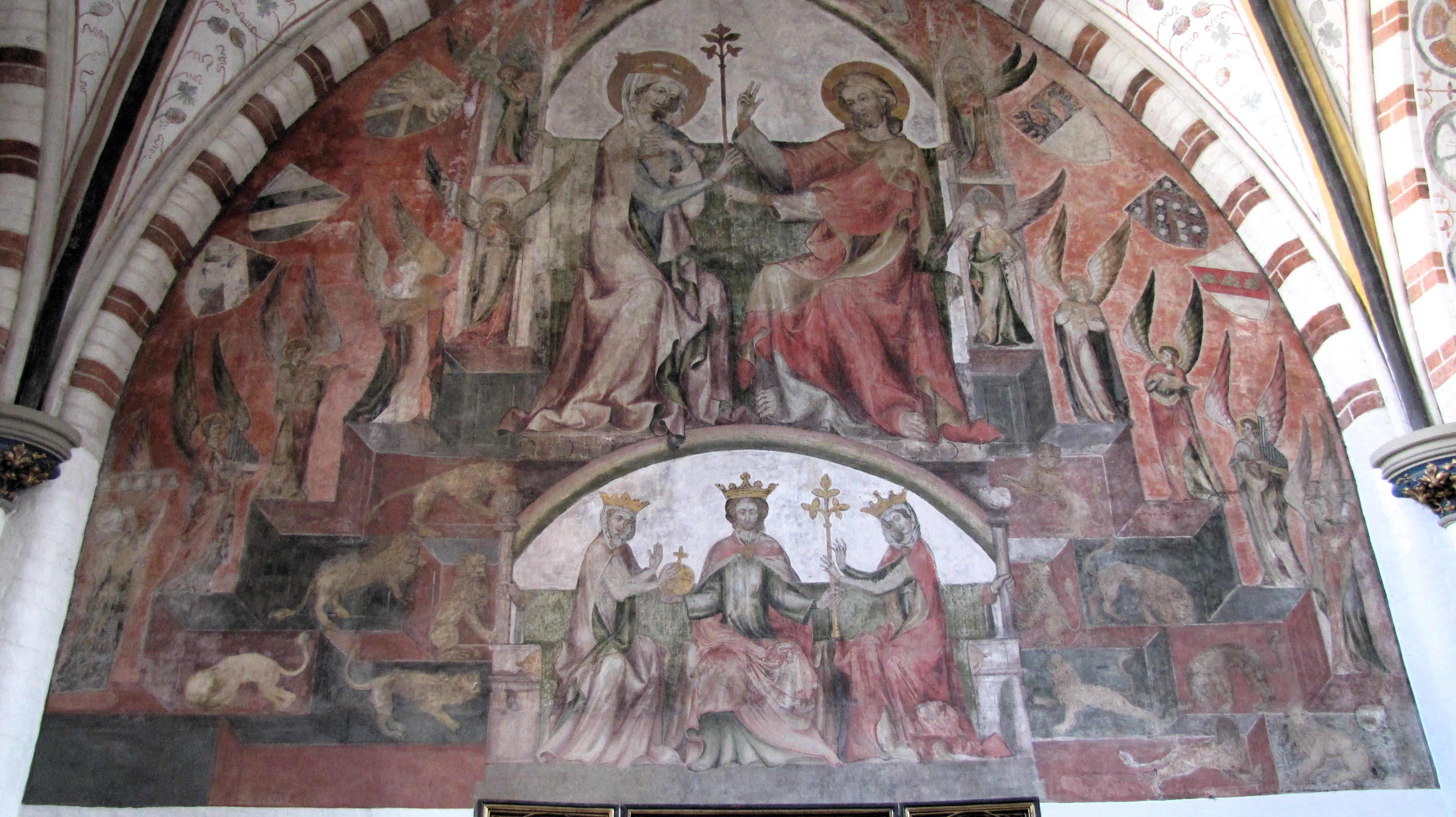
ソロモンの玉座
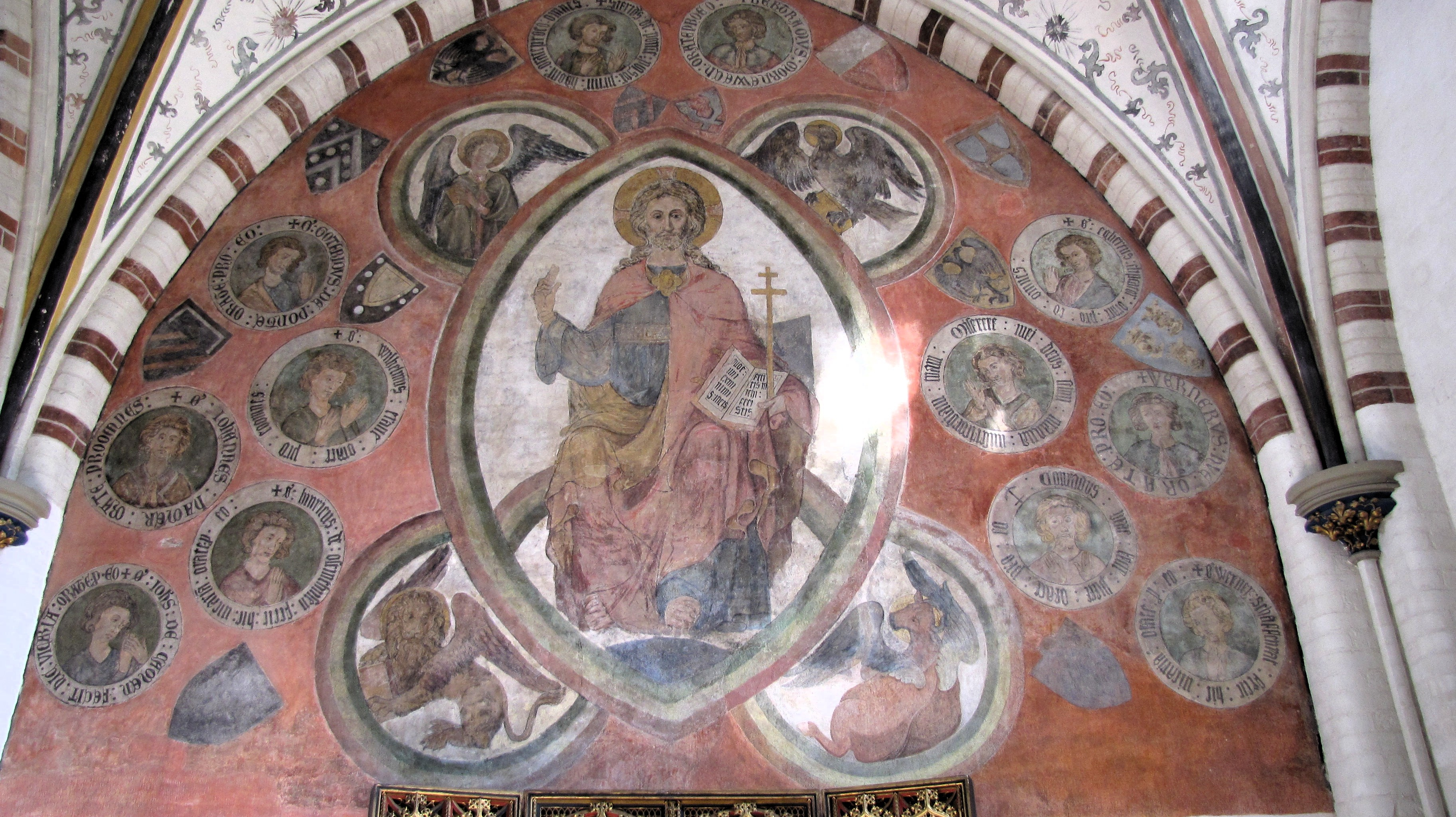
栄光の救世主(Maiestas Domini)と財団のメダル
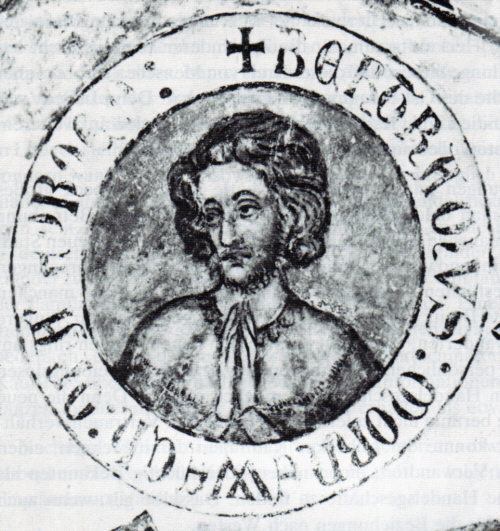
ベルトラム・モーンヴェグの財団のメダル
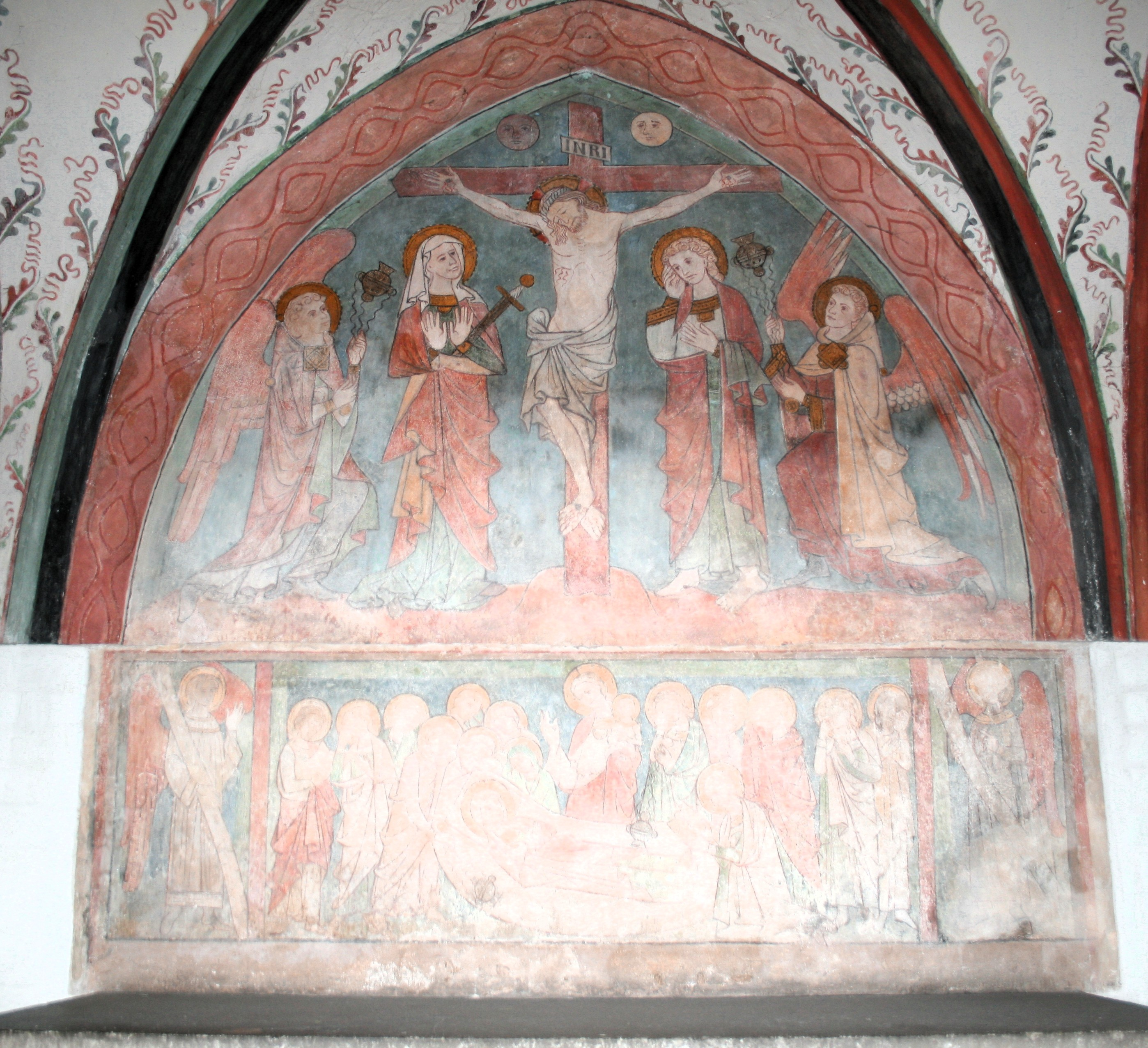
内陣仕切りの下の磔刑の場面

### 復元
何世紀にもわたる上塗りの後、壁画は1866年に再発見され、当時の知識の状態に応じて画家のクリスチャンストールによって油絵の具を使用して復元され、さらなる被害につながった。まだ絵の下にある壁の赤みの誤った解釈のために、ストールはソロモンの玉座の元々青い背景を取り除き、その上を赤く塗った。1939/40年と1979年から1984年にかけて、さらなる修復が行われた。しかし、壁画の衰退が進むにつれ、連邦研究技術省（BMFT）の研究プロジェクトの一環として、1990年から1995年にかけて詳細な調査が行われた。 1999年まで、両方の絵画は、その過程で得られた知識に従って保存されていた。

### 墓標
聖霊病院のために12の中世の墓石が残っており、そのうち8つは当時のまま残っているが、残りのものは部分的に損傷している。。

## 外部リング
- Suche nach 聖霊病院 (リューベック) in der Deutschen Digitalen Bibliothek
- Das Heiligen-Geist-Hospital auf der offiziellen Seite der Hansestadt Lübeck
- Website der Stiftung